# Веринська сільська рада
| Веринська сільська рада — колишній орган місцевого самоврядування у Миколаївському районі Львівської області з центром у с. Верин. Історична дата утворення: в 1987 році. Водоймища на території, підпорядкованій даній раді: річка Дністер. Сільраді були підпорядковані населені пункти: - с. Верин |

## Склад ради
Рада складалася з 16 депутатів та голови.

### Керівний склад ради
| ПІБ                     | Основні відомості                                                 | Дата обрання | Дата звільнення |
| ----------------------- | ----------------------------------------------------------------- | ------------ | --------------- |
| Цар Роман Петрович      | Сільський голова, 1966 року народження, освіта, безпартійний      | 26.03.2006   | 31.10.2010      |
| Федів Зіновій Йосипович | Сільський голова, 1947 року народження, освіта вища, безпартійний | 31.10.2010   | 31.10.2013      |
| Гринів Ігор Михайлович  | Сільський голова, 1968 року народження, освіта вища, безпартійний | 25.05.2014   |                 |

Примітка: таблиця складена за даними джерела

### Депутати
Результати місцевих виборів 2010 року за даними ЦВК
| № зп                                                | № округу                                            | Прізвище, ім'я, по батькові                         | Дата визнання обраним                               | Відомості про обраного депутата                     |
| Політична партія Всеукраїнське об'єднання «Свобода» | Політична партія Всеукраїнське об'єднання «Свобода» | Політична партія Всеукраїнське об'єднання «Свобода» | Політична партія Всеукраїнське об'єднання «Свобода» | Політична партія Всеукраїнське об'єднання «Свобода» |
| Самовисування                                       | Самовисування                                       | Самовисування                                       | Самовисування                                       | Самовисування                                       |
| --------------------------------------------------- | --------------------------------------------------- | --------------------------------------------------- | --------------------------------------------------- | --------------------------------------------------- |